# Dolichoderus reflexus
Dolichoderus reflexus är en myrart som beskrevs av Clark 1930. Dolichoderus reflexus ingår i släktet Dolichoderus och familjen myror. Inga underarter finns listade i Catalogue of Life.